# 鐮龍屬
鐮龍屬（屬名：Drepanosaurus）是種史前爬行動物，屬於鐮龍類（Drepanosauromorpha），生存於三疊紀晚期的義大利。目前只有發現一個標本，缺少頭部與頸部。鐮龍可能是種樹棲動物，以昆蟲為食。
鐮龍的屬名意為「鐮刀蜥蜴」，意指前肢的大型指爪，以及尾巴末端的鉤狀結構。

## 特徵

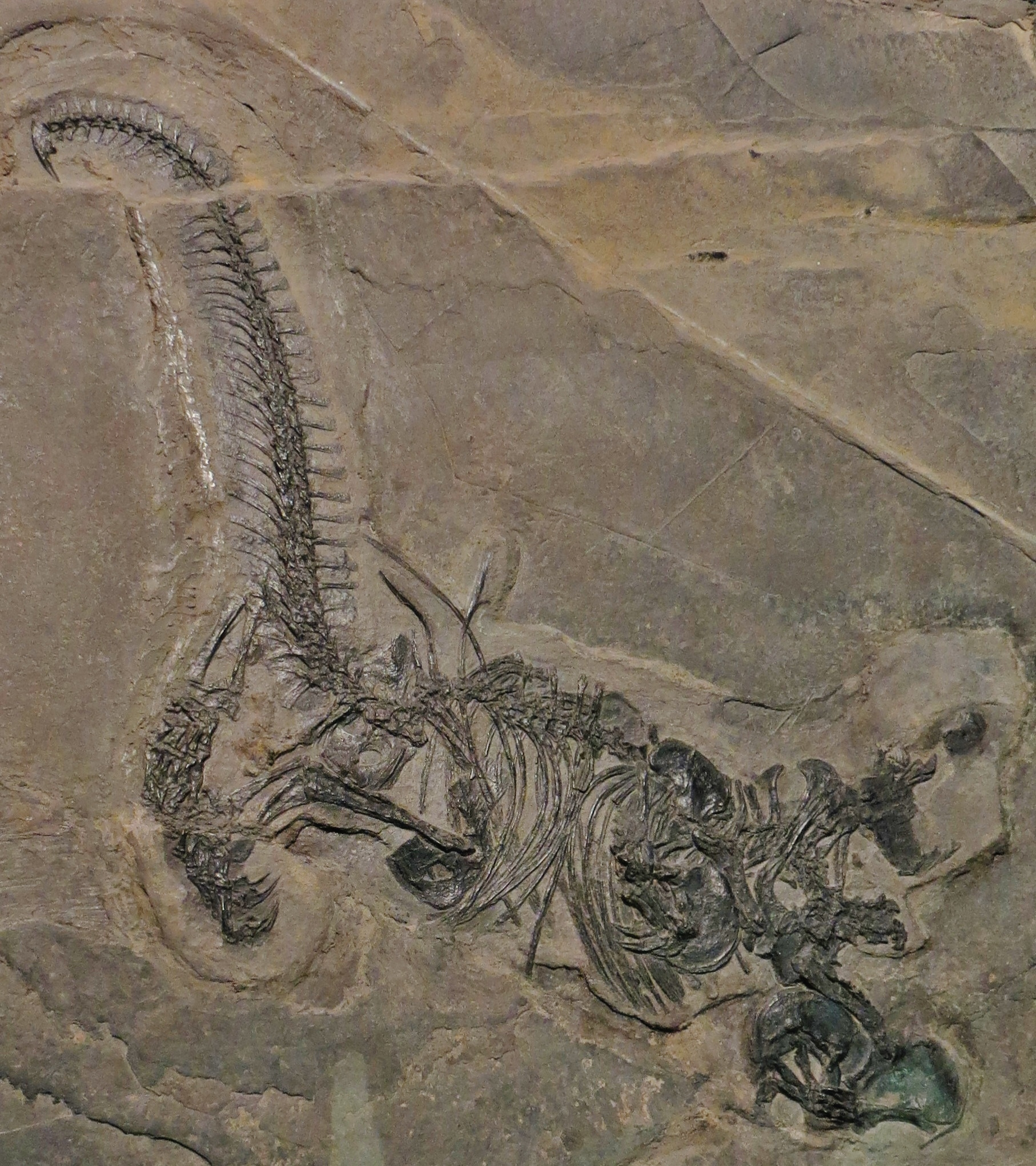
鐮龍的唯一標本

鐮龍的唯一標本是個成年個體，身長估計約50公分。與其他同時期的爬行動物相比，鐮龍的前肢已經高度特化。尺骨有新月形隆起部，可提供較大肌肉的附著；大部分四足類的尺骨功能，已被大型腕骨取代。古動物學家推測，鐮龍與其近親具有特化的肌肉群，連接兩肩之間隆起處與前肢。
鐮龍的前掌第二指具有大型指爪，類似現代哺乳動物的侏食蟻獸；侏食蟻獸會用指爪挖掘、撥開昆蟲巢穴，以昆蟲為食。某些古動物學家根據這些特徵，推測鐮龍也有類似的習性。
除了手部的加大指爪，鐮龍具有捲纏尾，尾巴末端有個鉤狀物，由癒合的尾椎所構成。這顯示牠們可能是種樹棲爬行動物。

## 外部連結
- （英文）三疊紀的猴子蜥蜴－猴蜥類 - Hairy Museum Of Natural History網站

1. ↑   Adam C. Pritchard, Alan H. Turner, Randall B. Irmis, Sterling J. Nesbitt and Nathan D. Smith. 2016. Extreme Modification of the Tetrapod Forelimb in a Triassic Diapsid Reptile.  Current Biology. http://www.cell.com/current-biology/pdf/S0960-9822(16)30878-8.pdf DOI: 10.1016/j.cub.2016.07.084